# Isoetes delilei
Isoetes delilei là một loài dương xỉ trong họ Isoetaceae. Loài này được Rothm. mô tả khoa học đầu tiên.
Danh pháp khoa học của loài này chưa được làm sáng tỏ.